# Ålands landskapsregering
Ålands landskapsregering er siden 2004 betegnelsen for den politiske og administrative ledelse af forvaltningen i det selstyrede landskab Åland. Lantråden er regeringschef.
Landskabsregeringen forvalter de landskabslove (landskapslagar), som lagtinget har vedtaget, og som præsidenten har stadfæstet.

## Tidligere navne
Ved selvstyret oprettelse i 1922 stod lantråden i spidsen for landskabsnævnet (landskapsnämnden). I 1951 stiftede nævnet navn til Ålands landskabsstyrelse. Det nuværende navn blev indført den 1. juni 2004.